# Lijst van voetbalinterlands Denemarken - Nederland (mannen)
Deze lijst van voetbalinterlands is een overzicht van alle officiële voetbalwedstrijden tussen de nationale teams van Denemarken en Nederland. De landen hebben tot op heden 32 keer tegen elkaar gespeeld. De eerste ontmoeting was op 2 juli 1912 tijdens de Olympische Spelen in Stockholm (Zweden). Het laatste duel, een vriendschappelijke wedstrijd, vond plaats op 26 maart 2022 in Amsterdam.

## Wedstrijden
| №  | № Int NED | Plaats       | Datum             | Competitie           | Wedstrijd              | Uitslag |
| -- | --------- | ------------ | ----------------- | -------------------- | ---------------------- | ------- |
| 1  | 32        | Stockholm    | 2 juli 1912       | OS 1912              | Nederland – Denemarken | 1 – 4   |
| 2  | 42        | Kopenhagen   | 17 mei 1914       | Vriendschappelijk    | Denemarken – Nederland | 4 – 3   |
| 3  | 46        | Amsterdam    | 5 april 1920      | Vriendschappelijk    | Nederland – Denemarken | 2 – 0   |
| 4  | 56        | Kopenhagen   | 12 juni 1921      | Vriendschappelijk    | Denemarken – Nederland | 1 – 1   |
| 5  | 59        | Amsterdam    | 17 april 1922     | Vriendschappelijk    | Nederland – Denemarken | 2 – 0   |
| 6  | 79        | Amsterdam    | 25 oktober 1925   | Vriendschappelijk    | Nederland – Denemarken | 4 – 2   |
| 7  | 84        | Kopenhagen   | 13 juni 1926      | Vriendschappelijk    | Denemarken – Nederland | 4 – 1   |
| 8  | 89        | Kopenhagen   | 12 juni 1927      | Vriendschappelijk    | Denemarken – Nederland | 1 – 1   |
| 9  | 94        | Amsterdam    | 22 april 1928     | Vriendschappelijk    | Nederland – Denemarken | 2 – 0   |
| 10 | 115       | Kopenhagen   | 14 juni 1931      | Vriendschappelijk    | Denemarken – Nederland | 0 – 2   |
| 11 | 137       | Amsterdam    | 3 november 1935   | Vriendschappelijk    | Nederland – Denemarken | 3 – 0   |
| 12 | 153       | Kopenhagen   | 23 oktober 1938   | Vriendschappelijk    | Denemarken – Nederland | 2 – 2   |
| 13 | 178       | Kopenhagen   | 12 juni 1949      | Vriendschappelijk    | Denemarken – Nederland | 1 – 2   |
| 14 | 181       | Amsterdam    | 11 december 1949  | Vriendschappelijk    | Nederland – Denemarken | 0 – 1   |
| 15 | 195       | Kopenhagen   | 21 september 1952 | Vriendschappelijk    | Denemarken – Nederland | 3 – 2   |
| 16 | 198       | Rotterdam    | 7 maart 1953      | Vriendschappelijk    | Nederland – Denemarken | 1 – 2   |
| 17 | 208       | Amsterdam    | 13 maart 1955     | Vriendschappelijk    | Nederland – Denemarken | 1 – 1   |
| 18 | 221       | Kopenhagen   | 4 november 1956   | Vriendschappelijk    | Denemarken – Nederland | 2 – 2   |
| 19 | 235       | Rotterdam    | 15 oktober 1958   | Vriendschappelijk    | Nederland – Denemarken | 5 – 1   |
| 20 | 262       | Kopenhagen   | 26 september 1962 | Vriendschappelijk    | Denemarken – Nederland | 4 – 1   |
| 21 | 290       | Rotterdam    | 30 november 1966  | EK 1968 kwalificatie | Nederland – Denemarken | 2 – 0   |
| 22 | 295       | Kopenhagen   | 4 oktober 1967    | EK 1968 kwalificatie | Denemarken – Nederland | 3 – 2   |
| 23 | 418       | Amsterdam    | 14 maart 1984     | Vriendschappelijk    | Nederland – Denemarken | 6 – 0   |
| 24 | 458       | Amsterdam    | 6 september 1989  | Vriendschappelijk    | Nederland – Denemarken | 2 – 2   |
| 25 | 488       | Göteborg     | 22 juni 1992      | EK 1992              | Nederland – Denemarken | 2 – 2   |
| 26 | 562       | Kopenhagen   | 18 augustus 1999  | Vriendschappelijk    | Denemarken – Nederland | 0 – 0   |
| 27 | 572       | Rotterdam    | 16 juni 2000      | EK 2000              | Nederland – Denemarken | 3 – 0   |
| 28 | 589       | Kopenhagen   | 10 november 2001  | Vriendschappelijk    | Denemarken – Nederland | 1 – 1   |
| 29 | 665       | Eindhoven    | 29 mei 2008       | Vriendschappelijk    | Nederland – Denemarken | 1 – 1   |
| 30 | 692       | Johannesburg | 14 juni 2010      | WK 2010              | Nederland – Denemarken | 2 – 0   |
| 31 | 720       | Charkiv      | 9 juni 2012       | EK 2012              | Nederland − Denemarken | 0 – 1   |
| 32 | 833       | Amsterdam    | 26 maart 2022     | Vriendschappelijk    | Nederland – Denemarken | 4 – 2   |

## Samenvatting
| Competitie        | Totaal gespeeld | Winst Denemarken | Gelijk | Winst Nederland | Doelsaldo Denemarken – Nederland |
| ----------------- | --------------- | ---------------- | ------ | --------------- | -------------------------------- |
| WK-eindronde      | 1               | 0                | 0      | 1               | 0 − 2                            |
| EK-eindronde      | 3               | 1                | 1      | 1               | 3 − 5                            |
| EK-kwalificatie   | 2               | 1                | 0      | 1               | 3 − 4                            |
| Olympische Spelen | 1               | 1                | 0      | 0               | 4 - 1                            |
| Vriendschappelijk | 25              | 6                | 9      | 10              | 35 − 51                          |
| Totaal            | 32              | 9                | 10     | 13              | 45 − 63                          |

Wedstrijden bepaald door strafschoppen worden, in lijn met de FIFA, als een gelijkspel gerekend.

## Details

### 21ste ontmoeting
| EK 1968 kwalificatie (Rotterdam, Nederland, 30 november 1966):                   |       |            |
| Nederland                                                                        | 2 – 0 | Denemarken |
| Sjaak Swart 58' Willy van der Kuijlen 73'                                        | goals |            |
| - Debuut van Keld Bak (Næstved IF) en Henning Munk Jensen (AaB) voor Denemarken. |       |            |

### 23ste ontmoeting
| Vriendschappelijk (Amsterdam, Nederland, 14 maart 1984): |              | |
| Nederland | 6 – 0        | Denemarken |
| Wim Kieft 23' René van der Gijp 29' Peter Houtman 55' André Hoekstra 60' Peter Houtman 73' René van der Gijp 88' (pen.)                                      | goals        | |
| Kees Rijvers | bondscoach   | Sepp Piontek |
| Piet Schrijvers Ben Wijnstekers Ruud Gullit Edo Ophof Sonny Silooy André Hoekstra Frank Rijkaard Adri van Tiggelen René van der Gijp Wim Kieft Peter Houtman | opstellingen | Ole Kjær John Sivebæk Ivan Nielsen Jan Mølby Ole Madsen 46' Allan Simonsen Jens Jørn Bertelsen 46' John Lauridsen Michael Laudrup 46' Kenneth Larsen Preben Elkjær Larsen |
| | wissels      | 46' Per Frimann 46' Allan Hansen 46' Michael Manniche |
| - Debuut van André Hoekstra (Feyenoord) voor Nederland. |              | |

### 25ste ontmoeting
| Halve finale EK 1992 (Göteborg, Zweden, 22 juni 1992): |                     | |
| Denemarken | 2 – 2               | Nederland |
| Henrik Larsen 5' Henrik Larsen 32' | goals               | 23' Dennis Bergkamp 85' Frank Rijkaard |
| Henrik Larsen Flemming Povlsen Lars Elstrup Kim Vilfort Kim Christofte                                                                                               | strafschoppen 5 – 4 | Ronald Koeman Marco van Basten Dennis Bergkamp Frank Rijkaard Rob Witschge                                                                                               |
| Richard Møller Nielsen | bondscoach          | Rinus Michels |
| Peter Schmeichel John Sivebæk Torben Piechnik Lars Olsen Henrik Andersen 70' Kim Christofte John Jensen Henrik Larsen Flemming Povlsen Kim Vilfort Brian Laudrup 57' | opstellingen        | Hans van Breukelen Adri van Tiggelen Ronald Koeman 46' Frank de Boer Frank Rijkaard Jan Wouters Rob Witschge Ruud Gullit Dennis Bergkamp 115' Bryan Roy Marco van Basten |
| Lars Elstrup 57' Claus Christiansen 70' | wissels             | 46' Wim Kieft 115' John van 't Schip |
| Henrik Andersen 15' | gele kaarten        | 42' Frank Rijkaard |

### 26ste ontmoeting
| Vriendschappelijk (Kopenhagen, Denemarken, 18 augustus 1999): |              | |
| Denemarken | 0 – 0        | Nederland |
| | goals        | |
| Bo Johansson | bondscoach   | Frank Rijkaard |
| Peter Schmeichel Søren Colding René Henriksen Jes Høgh Jan Heintze 46' Thomas Helveg Stig Tøfting 83' Bjarne Goldbæk 46' Jon Dahl Tomasson 58' Martin Jørgensen 53' Ebbe Sand | opstellingen | Edwin van der Sar 68' Michael Reiziger Jaap Stam Frank de Boer Giovanni van Bronckhorst Wim Jonk Boudewijn Zenden Phillip Cocu Patrick Kluivert Ruud van Nistelrooy 76' Jerrel Hasselbaink |
| Michael Schjønberg 46' Carsten Fredgaard 46' Morten Wieghorst 53' Peter Møller 58' Jacob Laursen 83'                                                                          | wissels      | 68' Ronald de Boer 76' Clarence Seedorf |
| Stig Tøfting ??' | gele kaarten | 32' Phillip Cocu 73' Patrick Kluivert 76' Wim Jonk |
| - Debuut van Carsten Fredgaard (Sunderland) voor Denemarken. |              | |

### 27ste ontmoeting
| EK 2000 (Rotterdam, Nederland, 16 juni 2000): |              | |
| Nederland | 3 – 0        | Denemarken |
| Patrick Kluivert 57' Ronald de Boer 66' Boudewijn Zenden 77' | goals        | |
| Frank Rijkaard | bondscoach   | Bo Johansson |
| Edwin van der Sar 89' Michael Reiziger Frank de Boer Bert Konterman Boudewijn Zenden Phillip Cocu Edgar Davids Giovanni van Bronckhorst Dennis Bergkamp 76' Patrick Kluivert Marc Overmars 61' | opstellingen | Peter Schmeichel Søren Colding 82' Michael Schjønberg René Henriksen Jan Heintze 67' Thomas Gravesen 60' Allan Nielsen Morten Bisgaard Jesper Grønkjær Jon Dahl Tomasson Ebbe Sand |
| Ronald de Boer 61' Aron Winter 76' Sander Westerveld 89' | wissels      | 60' Stig Tøfting 67' Brian Steen Nielsen 82' Thomas Helveg |
| Giovanni van Bronckhorst 4' Michael Reiziger 10' Bert Konterman 56' Edwin van der Sar 80' | gele kaarten | 50' Allan Nielsen |
| - Michael Schjønberg mist namens Denemarken een strafschop in de 81ste minuut. |              | |

### 28ste ontmoeting
| Vriendschappelijk (Kopenhagen, Denemarken, 10 november 2001): |              | |
| Denemarken | 1 – 1        | Nederland |
| Martin Jørgensen 84' (pen.) | goals        | 45' (pen.) Jimmy Hasselbaink |
| Morten Olsen | bondscoach   | Louis van Gaal |
| Thomas Sørensen Jan Michaelsen René Henriksen Steven Lustü Jan Heintze Christian Poulsen Thomas Gravesen 46' Martin Jørgensen Dennis Rommedahl Ebbe Sand 46' Jon Dahl Tomasson 70' | opstellingen | Oscar Moens Michael Reiziger 46' Frank de Boer 64' Jaap Stam 64' Giovanni van Bronckhorst Ronald de Boer George Boateng Edgar Davids 76' Roy Makaay 46' Patrick Kluivert Jimmy Floyd Hasselbaink |
| Niclas Jensen 46' Peter Madsen 46' Thomas Rytter 70' | wissels      | 46' Mario Melchiot 46' Denny Landzaat 64' Boudewijn Zenden 64' Clarence Seedorf 76' Ruud van Nistelrooij                                                                                         |
| Jan Michaelsen 48' | gele kaarten | 66' Michael Reiziger 87' Boudewijn Zenden |
| - Debuut van Christian Poulsen (FC Kopenhagen) voor Denemarken. - Debuut van George Boateng (Aston Villa) voor Nederland.                                                          |              | |

### 29ste ontmoeting
| Vriendschappelijk (Eindhoven, Nederland, 29 mei 2008): |              | |
| Nederland | 1 – 1        | Denemarken |
| Ruud van Nistelrooy 29' | goals        | 55' Christian Poulsen |
| Marco van Basten | bondscoach   | Morten Olsen |
| Edwin van der Sar André Ooijer 46' John Heitinga Joris Mathijsen Giovanni van Bronkhorst Demy de Zeeuw Orlando Engelaar 66' Rafael van der Vaart 66' Wesley Sneijder 82' Arjen Robben 77' Ruud van Nistelrooy 66' | opstellingen | Thomas Sørensen Christian Poulsen Per Krøldrup 77' Leon Andreasen Lars Jacobsen 82' William Kvist 77' Kenneth Pérez 46' Thomas Kahlenberg Dennis Rommedahl 62' Martin Jørgensen Nicklas Bendtner |
| Nigel de Jong 46' Tim de Cler 66' Dirk Kuyt 66' Jan Vennegoor of Hesselink 66' Ryan Babel 77' Ibrahim Afellay 82'                                                                                                 | wissels      | 46' Jon Dahl Tomasson 62' Martin Retov 77' Anders Møller Christiansen 77' Martin Vingaard 82' Thomas Rasmussen                                                                                   |
| - Debuut van Anders Christensen (OB Odense) en Martin Vingaard (Esbjerg fB) voor Denemarken. |              | |

### 30ste ontmoeting
| WK 2010 (Johannesburg, Zuid-Afrika, 14 juni 2010): |              | |
| Nederland | 2 – 0        | Denemarken |
| Daniel Agger 46' (e.d.) Dirk Kuijt 85' | goals        | |
| Bert van Marwijk | bondscoach   | Morten Olsen |
| Maarten Stekelenburg Gregory van der Wiel John Heitinga Joris Mathijsen Giovanni van Bronckhorst Mark van Bommel Dirk Kuijt Nigel de Jong 88' Robin van Persie 77' Wesley Sneijder Rafael van der Vaart 67' | opstellingen | Thomas Sørensen Christian Poulsen Simon Kjær Daniel Agger Lars Jacobsen Martin Jørgensen 62' Nicklas Bendtner 73' Thomas Kahlenberg Simon Poulsen Dennis Rommedahl 56' Thomas Enevoldsen |
| Eljero Elia 67' Ibrahim Afellay 77' Demy de Zeeuw 88' | wissels      | 56' Jesper Grønkjær 62' Mikkel Beckmann 73' Christian Eriksen |
| Nigel de Jong 44' Robin van Persie 49' | gele kaarten | 63' Simon Kjær |

### 31ste ontmoeting
| EK 2012 (Charkiv, Oekraïne, 9 juni 2012): |              | |
| Nederland | 0 – 1        | Denemarken |
| | goals        | 24' Michael Krohn-Dehli |
| Bert van Marwijk | bondscoach   | Morten Olsen |
| Maarten Stekelenburg Jetro Willems Ron Vlaar Johnny Heitinga Gregory van der Wiel 85' Nigel de Jong 71' Mark van Bommel Ibrahim Afellay 71' Wesley Sneijder Arjen Robben Robin van Persie | opstellingen | Stephan Andersen Simon Poulsen Daniel Agger Simon Kjær Lars Jacobsen Niki Zimling William Kvist Michael Krohn-Dehli 74' Christian Eriksen 84' Dennis Rommedahl Nicklas Bendtner |
| Rafael van der Vaart 71' Klaas-Jan Huntelaar 71' Dirk Kuijt 85' | wissels      | 74' Lasse Schöne 84' Tobias Mikkelsen |
| Mark van Bommel 67' | gele kaarten | 78' Simon Poulsen 81' William Kvist |

DBU · A-internationals · Selecties · Bondscoaches · Deens vrouwenelftal · Olympisch elftal · Denemarken U21 · Denemarken U20 · Denemarken U19 · Denemarken U18 · Denemarken U17 · Denemarken U16 · Vrouwen U17
1908 – 1919 ·
1920 – 1929 ·
1930 – 1939 ·
1940 – 1949 ·
1950 – 1959 ·
1960 – 1969 ·
1970 – 1979 ·
1980 – 1989 ·
1990 – 1999 ·
2000 – 2009 ·
2010 – 2019 ·
2020 − 2029
EK's: 1964 · 
1984 · 
1988 · 
1992 · 
1996 · 
2000 · 
2004 · 
2012 · 
2020 · 
2024
WK's: 1986 · 
1998 · 
2002 · 
2010 · 
2018 · 
2022
OS: 1908 · 
1912 · 
1920 · 
1948 · 
1952 · 
1960 · 
1972 · 
1992 · 
2016
1908 · 
1909 · 
1910 · 
1911 · 
1912 · 
1913 · 
1914 · 
1915 · 
1916 · 
1917 · 
1918 · 
1919 · 
1920 · 
1921 · 
1922 · 
1923 · 
1924 · 
1925 · 
1926 · 
1927 · 
1928 · 
1929 · 
1930 · 
1931 · 
1932 · 
1933 · 
1934 · 
1935 · 
1936 · 
1937 · 
1938 · 
1939 · 
1940 · 
1941 · 
1942 · 
1943 · 
1944 · 
1946 · 
1947 · 
1948 · 
1949 · 
1950 · 
1952 · 
1952 · 
1953 · 
1954 · 
1955 · 
1956 · 
1957 · 
1958 · 
1959 · 
1960 · 
1961 · 
1962 · 
1963 · 
1964 · 
1965 · 
1966 · 
1967 · 
1968 · 
1969 · 
1970 · 
1971 · 
1972 · 
1973 · 
1974 · 
1975 · 
1976 · 
1977 · 
1978 · 
1979 · 
1980 · 
1981 · 
1982 · 
1983 · 
1984 · 
1985 · 
1986 · 
1987 · 
1988 · 
1989 · 
1990 ·
1991 · 
1992 · 
1993 · 
1994 · 
1995 · 
1996 · 
1997 · 
1998 · 
1999 · 
2000 · 
2001 · 
2002 · 
2003 · 
2004 · 
2005 · 
2006 · 
2007 · 
2008 · 
2009 · 
2010 · 
2011 · 
2012 · 
2013 · 
2014 · 
2015 · 
2016 · 
2017 · 
2018 ·
2019 ·
2020 ·
2021 ·
2022 ·
2023
Albanië ·
Algerije ·
Argentinië ·
Armenië ·
Australië ·
België ·
Bermuda ·
Bosnië en Herzegovina · 
Brazilië ·
Bulgarije ·
Canada ·
Chili ·
Cyprus ·
DDR ·
Duitsland ·
Ecuador ·
Egypte ·
Engeland ·
Estland ·
Faeröer · 
Finland · 
Frankrijk ·
Gambia ·
Georgië ·
Ghana ·
Gibraltar ·
GOS ·
Griekenland ·
Honduras ·
Hongarije ·
Hongkong ·
Ierland ·
IJsland ·
Indonesië ·
Iran ·
Israël ·
Italië ·
Japan ·
Joegoslavië ·
Kameroen ·
Kazachstan ·
Kosovo · 
Kroatië · 
Letland ·
Liechtenstein ·
Litouwen ·
Luxemburg ·
Malta ·
Marokko ·
Mexico ·
Moldavië · 
Montenegro · 
Nederland ·
Nederlandse Antillen ·
Nigeria ·
Noord-Ierland ·
Noord-Macedonië ·
Noorwegen ·
Oekraïne ·
Oostenrijk ·
Panama ·
Paraguay ·
Peru ·
Polen ·
Portugal ·
Roemenië ·
Rusland ·
San Marino ·
Saoedi-Arabië ·
Schotland ·
Senegal ·
Servië ·
Singapore ·
Slovenië ·
Slowakije ·
Sovjet-Unie ·
Spanje ·
Suriname ·
Thailand ·
Togo · 
Tsjechië ·
Tsjecho-Slowakije ·
Tunesië · 
Turkije · 
Uruguay ·
Verenigde Arabische Emiraten ·
Verenigde Staten ·
Wales ·
Wit-Rusland ·
Zuid-Afrika ·
Zuid-Korea ·
Zweden ·
Zwitserland
Argentinië (1995) · 
Australië (2018) ·
Australië (2022) · 
België (2021) · 
Duitsland (1992) · 
Duitsland (2012) · 
Engeland (2021) · 
Finland (2021) · 
Frankrijk (2002) · 
Frankrijk (2018) · 
Japan (2010) · 
Kameroen (2010) · 
Kroatië (2018) · 
Nederland (2010) · 
Nederland (2012) · 
Peru (2018) · 
Portugal (2012) · 
Rusland (2021) · 
Senegal (2002) · 
Tsjechië (2021) · 
Uruguay (2002) · 
Wales (2021)
KNVB ·
A-internationals ·
Bondscoaches (m) ·
Topscorers ·
Nederlands vrouwenelftal ·
Bondscoaches (v) ·
Nederland B ·
Olympisch elftal ·
Jong Oranje ·
Nederland –20 ·
Nederland –19 ·
Nederland –18 ·
Nederland –17 ·
Nederland –16 ·
Nederland –15 ·
Nederlands amateurelftal ·
Nederlands zaterdagelftal ·
Jong OranjeLeeuwinnen ·
Vrouwen –20 ·
Vrouwen –19 ·
Vrouwen –18 ·
Vrouwen –17 ·
Vrouwen –16 ·
Vrouwen –15 ·
Militair mannenelftal ·
Militair vrouwenelftal ·
Strandteam ·
Vrouwen Strandteam ·
Futsalteam ·
Vrouwen Futsalteam

EK-wedstrijden ·
WK-wedstrijden ·
Resultaten kwalificaties en eindronden ·
Nederland B-wedstrijden ·
Officieuze wedstrijden ·
EK-wedstrijden vrouwen ·
WK-wedstrijden vrouwen ·
Resultaten vrouwen kwalificaties en eindronden
1905 – 1919 ·
1920 – 1929 ·
1930 – 1939 ·
1940 – 1949 ·
1950 – 1959 ·
1960 – 1969 ·
1970 – 1979 ·
1980 – 1989 ·
1990 – 1999 ·
2000 – 2009 ·
2010 – 2019 ·
2020 – 2029
2015 ·
2016 ·
2017 ·
2018 ·
2019 ·
2020 ·
2021 · 
2022
EK's: 1976 · 
1980 · 
1988 · 
1992 · 
1996 · 
2000 · 
2004 · 
2008 · 
2012 · 
2020 · 
2024
WK's: 1934 · 
1938 · 
1974 · 
1978 · 
1990 · 
1994 · 
1998 · 
2006 · 
2010 · 
2014 · 
2022
OS: 1908 ·
1912 ·
1920 ·
1924 ·
1928 ·
1948 ·
1952 ·
2008
Albanië ·
Andorra ·
Argentinië ·
Armenië ·
Australië ·
België ·
Bosnië en Herzegovina ·
Brazilië ·
Bulgarije ·
Canada ·
Chili ·
China ·
Colombia ·
Costa Rica ·
Curaçao ·
Cyprus ·
DDR ·
Denemarken ·
Duitsland ·
Ecuador ·
Egypte ·
Engeland ·
Estland ·
Faeröer ·
Finland ·
Frankrijk ·
GOS · 
Georgië ·
Ghana ·
Gibraltar ·
Griekenland ·
Hongarije ·
Ierland ·
IJsland ·
Indonesië ·
Iran ·
Israël ·
Italië ·
Ivoorkust ·
Japan ·
Joegoslavië ·
Kameroen ·
Kazachstan ·
Kroatië ·
Letland ·
Liechtenstein ·
Luxemburg ·
Malta ·
Marokko ·
Mexico ·
Moldavië ·
Montenegro ·
Nederlandse Antillen ·
Nigeria ·
Noord-Ierland ·
Noord-Macedonië ·
Noorwegen ·
Oekraïne ·
Oostenrijk ·
Paraguay ·
Peru ·
Polen ·
Portugal ·
Qatar ·
Roemenië ·
Rusland ·
Saarland ·
San Marino ·
Saoedi-Arabië ·
Schotland ·
Senegal ·
Servië en Montenegro ·
Slovenië ·
Slowakije ·
Sovjet-Unie ·
Spanje ·
Suriname ·
Thailand ·
Tsjechië ·
Tsjecho-Slowakije ·
Tunesië ·
Turkije ·
Uruguay ·
Verenigd Koninkrijk ·
Verenigde Staten ·
Wales ·
Wit-Rusland ·
Zuid-Afrika ·
Zuid-Korea ·
Zweden ·
Zwitserland
Argentinië (1978) ·
Argentinië (2006) ·
Argentinië (2014) ·
Argentinië (2022) ·
Australië (2014) ·
Brazilië (2014) ·
Chili (2014) · 
Costa Rica (2014) ·
Denemarken (2010) ·
Denemarken (2012) ·
Duitsland (2012) · 
Ecuador (2022) · 
Frankrijk (2008) ·
Italië (2008) ·
Ivoorkust (2006) ·
Japan (2010) ·
Kameroen (2010) ·
Mexico (2014) · 
Noord-Macedonië (2021) · 
Oekraïne (2021) · 
Oostenrijk (2021) · 
Portugal (2006) ·
Portugal (2012) ·
Portugal (2019) ·
Qatar (2022) ·
Roemenië (2008) ·
Rusland (2008) ·
San Marino (2011) ·
Senegal (2022) ·
Servië en Montenegro (2006) ·
Sovjet-Unie (1988) ·
Spanje (2010) ·
Spanje (2014) ·
Tsjechië (2021) · 
Uruguay (2010) ·
Verenigde Staten (2022) · 
West-Duitsland (1974)